# 실체적 경합
{수개의 행위가 수개의 죄를 성립시키는 경우 (동시적 경합범, 사후적경합범) 
```
실체적 경합에 해당하려면, 수개의 죄를 법률에 정한 방법에 따라 계산하여 형을 부과한다
```

## 해석
실체적 경합이란 여러 가지의 죄가 동시에 형량에 적용됨을 의미  
실체적 경합의 경우 이미 수죄를 저지른 것이라는 전제가 포함되어있다는 점에서 상상적 경합과 차이를 보인다. '실체적 경합'이라는 용어 자체가 이미 '동일인이 범한 두 개 이상의 범죄'라는 뜻을 내포하고 있기 때문이다.  
(상상적 경합의 정의는 상상적 경합을 참조할 것)  

## 정리
일단, 실체적 경합의 경우에서 형량을 정하는 것은 '처단형'의 범주에 넣을 수 있다. 
현행 형법(2016년 6월 기준)상 '형'은 세가지의 범주로 분류할 수 있다.
[참고]
1. 법정형: 성문법에 기초한 형량. 즉, 형법에 명시된 형량.
2. 처단형: 법정형을 기초로 하여 가중, 혹은 감형하여 결정된 형량.
3. 선고형: 처단형을 기초로 하여 여러 가지 사유를 고려하여 (참작 등) 피의자에게 최종적으로 적용되는 형.

♠ 판사의 재량에 따라 비슷한 범행을 저질렀더라도 감형, 가중에 따라 형량이 달라질 수 있음은 상식이다. 다만, 감형을 하더라도 형량(벌금)은 원래 법관이 선택한 형또는 벌금의 1/2 이하가 될 수 없다. 가중의 경우 가장 중한 죄를 따져서 그 형량(벌금)를 1.5배 하는 것이 일반적이다. 가중을 한 후 감형을 할 경우, 가중 한 형량(벌금)의 1/2이하의 형량을 받을 수 없다.
또한, 실체적 경합범의 경우 형벌이 병과될 수 있음을 유념해야 한다. 형벌의 병과란, 형벌에 대한 처벌이 두 가지 이상의 방법으로 이루어질 수 있음을 말한다. 즉, 징역형을 살면서도 벌금을 징수당하는 등의 처벌이 가능하다는 것이다.
♠형벌의 병과 경우도 위의 '♠' 부분의 경우를 따르는 것이 일반적이다. 다만, 위의 경우도 마찬가지겠지만, 사형과 무기징역의 경우에는 다른 모든 범죄의 형량을 '흡수'한다. (우리나라의 경우 그러하다)

## 참고 가능한 형법 조문
♠2016년 6월을 기준으로 한 대한민국 형법이다.
제 37조(경합범)
제 38조(경합범과 처벌례)
제 40조(상상적 경합)

## 판례
- 절도범인이 체포를 면탈할 목적으로 경찰관에게 폭행 협박을 가한 때에는 준강도죄와 공무집행방해죄를 구성하고 양죄는 상상적 경합관계에 있으나, 강도범인이 체포를 면탈할 목적으로 경찰관에게 폭행을 가한 때에는 강도죄와 공무집행방해죄는 실체적 경합관계에 있다.[1]
- 작가협회 회원인 甲이 A의 명의를 도용하여 작가협회 교육원장을 비방하는 내용의 호소문을 작성한 후, 이를 작가협회 회원들에게 우편으로 송달한 경우는 사문서위조죄와 명예훼손죄의 실체적 경합관계이다.[2]
- 동일 죄명에 해당하는 수개의 행위 혹은 연속된 행위를 단일하고 계속된 범의하에 일정 기간 계속하여 행하고 그 피해법익도 동일한 경우에는 이들 각 행위를 통틀어 포괄일죄로 처단하여야 할 것이나, 범의의 단일성과 계속성이 인정되지 아니하거나 범행방법이 동일하지 않은 경우에는 각 범행은 실체적 경합범에 해당한다.[3]
- 타인 명의의 등기서류를 위조하여 등기관에게 제출함으로써 자신의 명의로 소유권이전 등기를 마친 경우, 사문서위조죄, 위조사문서행사죄, 사기죄가 모두 성립하고, 그중 위조사문서행사죄와 사기죄는 실체적 경합관계에 있다.[4]
- 피고인이 예금통장을 강취하고 예금자 명의의 예금청구서를 위조한 다음 이를 은행원에게 제출, 행사하여 예금 인출금 명목의 금원을 교부받았다면 강도, 사문서위조, 동행사, 사기의 각 범죄가 성립하고 이들은 실체적 경합관계에 있다 할 것이다.[5].
- 위조통화를 행사하여 재물을 불법영득한 때에는 위조통화행사죄와 사기죄의 실체적 경합이다.[6]

## 참고 문헌 및 홈페이지
- 배상균. "실체적 경합범에 있어서 흡수주의의 의미." 형사법연구 28.2 (2016): 111-136.
- 백형구. "수죄의 실체적 경합과 상상적 경합-통설에 대한 비판적 이론 구성-." 인권과 정의 -.361 (2006): 94-108.
- 배상균. "실체적 경합범에 있어서 가중주의의 적용에 관한 검토." 외법논집 39.4 (2015): 221-241.
- 김태계. "실체적 경합과 상상적 경합이 중첩하는 경우 그 해결방안에 대한 고찰." 법학연구 18.2 (2010): 277-299.
- 배상균. "실체적 경합범에 있어서 흡수주의의 의미." 한국형사법학회 학술대회 논문집 2016.1 (2016): 221-245.
- 權五杰. "實體的 競合의 要件과 處罰." 비교형사법연구 6.2 (2004): 315-342.

## 같이 살펴 볼 수 있는 것들
- 상상적 경합
- 죄형법정주의
- 법조경합

1. ↑  대판 1992.7.28, 92도917
2. ↑  대판 2009.4.23, 2008도8527
3. ↑  대판 2005.9.30, 2005도4051
4. ↑  대판 1981.7.28, 81도529
5. ↑  대판 1990.7.10, 90도1176 ; 대판 1991.9.10, 91도1722
6. ↑  대판 1979.7.10, 79도840